# مارك روبين
مارك روبين (بالإنجليزية: Mark Rubin)‏ هو لاعب كرة قدم أمريكية أمريكي، ولد في 24 أكتوبر 1985.